# Тврђава у Агри
Тврђава у Агри позната је и као Црвена тврђава Агре. Налази се 2,5 km од чувеног Таџ Махала. Тврђава је на УНЕСКОвој листи светске баштине од 1983.  Од 1527. до 1658. Агра је била престоница Великих Могула.

## Историја
Тврђаву су од Лодија преотели Могули током 16. века. Ахбар Велики је преместио главни град свога царства из Делхија у Агру. На месту где су Лодијеви имали тврђаву Ахбар Велики је започео да гради од црвеног пешчара, а унутрашњост је облагао мермером и декорацијама. За време власти Ахбаровог унука шаха Џахана тврђава је добила данашњи облик. Легенда каже да је шах Џахан саградио Таџ Махал за своју супругу. За разлику од свога деде шах Џахан је настојао да гради белим мермером, у који је често постављао злато или полудраго камење. Уништио је неке од ранијих грађевина унутар тврђаве да би саградио новије. При крају живота Аурангзеб је затворио свога оца шаха Џахана у тврђаву, што и није била нарочито оштра казна, узевши у обзир луксуз, којим је тврђава обиловала.
Тврђава је била и поприште борби током индијске побуне 1857, која је довела до краја владавине британске источноиндијске компаније и почетка директне управе Британије над Индијом.

## Распоред
Цела тврђава је обликована у облику полумесеца са 21 метар високим зидинама према Јамуна реци. Имала је 2,4 километра зидина од црвеног пешчара. Зидине су имале двоја врата: Делхијска врата и врата Лахореа. Делхијска врата су била највећа врата и водила су у унутрашња врата. Пошто још увек индијска војска користи тврђаву у Агри Делхијска врата нису доступна туристима. Место је веома значајно због историје архитектуре. Могу се видети најинтересантније мешавине исламске и хиндуске архитектуре.

## Неке од грађевина унутар тврђаве у Агри
- Ангури Баг -85 квадрата, који представљају геометријски уређене баште
- Диван-и-Ам -кориштен је да би се салушавале жалбе обичног народа
- Диван-и-Кас ќориштен за пријем краљева и дипломата
- Златни павиљони -прекрасни павиљони са крововима попут бенгалских кровова
- Мусаман Бурџ -велика октогонална кула са балконом насупрот Таџ Махала, где је шах Џахан био затворен
- Џехангири Махал - саградио га Ахбар Велики за сина Џехангира
- Кас Махал -бела мермерна палата, један од најбољих примера уметности у мрамору
- Бисерна џамија -приватна џамија од шаха Џахана
- Ранг Махал - ту су живеле жене од краљаЏехангири МахалКас Махал